# Јосиф I Цариградски
Јосиф I Цариградски (23. март 1283) је био византијски монах који је у два наврата био царигардски патријарх, први од 1266. до 1275. године, и други од 1282. до смрти 1283. године. Познат је као велики противник цару Михајлу VIII Палеологу, који је покушао да уједини православну цркву и католичку цркву, због чега је познат као исповедник у православној цркви.

## Живот
Након осам година брака, постао је монах. Био је предавач од 1222. до 1254. године. 1259/60. се замонашио у Лазаровом манастиру на гори Галисији. Јосиф је постао исповедник цара Михаела VIII (1259—82). У том својству, био је послан 1264. патријарху Арсенију да затражи уклањање екскомуникације цара, због ослепљења младог Јована IV Ласкариса (1258—61). Патријарх Арсеније је то одбио. Цар Михаило га је зато 28. децембра 1266. године протерао и поставио Јосифа за патријарха. Јосиф је убрзо помиловао цара и скинуо анатему, што је наљутило присталице његовог претходника, и тако је настала позната "Арсенијева шизма".
Године 1272. Јосиф је крунисао цара Андроника II Палеолога као су-владара, али је убрзо ушао у сукоб са Михаелом VIII због његовог залагања за унију православне цркве и Католичке цркве. За Михаила VIII, који је био под претњом амбиција Карла I Анжујског, унија је била једини инструмент који би спречио потпуни напад на његово царство од стране западних сила, али византијско свештенство и народ једногласно су се противили Папиним захтевима везаним за питања доктрине и папоцентризам. [3] Године 1273. Јосиф се заклео да неће прихватити унију под условима које је дао Папа, а почетком 1274. године, када је византијска делегација била спремна да путује у Италију како би потврдила унију, повукао се из својих дужности у Манастир Перилипта.
Јосиф се повукао са положаја од 9. јануара 1275. године, повлачећи се у манастир у Арнавуткој и касније у град Силе на обали Црног мора, пре него што се вратио у Цариград у лето 1280. у манастир Ејуп. После смрти Михаила 1282. године Андроник је променио одлуке оца у вези са унијом, рашчинио Јована XI, и позвао Јосифа да поново преузме патријаршију 31. децембра 1282. године. Лоше здравље је натерало Јосифа да одступи непосредно пре његове смрти 23. марта 1283.
Због чврстог става против уједињења, његов наследник Григорије II Цариградски прогласио га је исповедником. [1] Касније је канонизован за светитеља, а слави се 30. октобра по јулијанском календару.